# Merodon aberrans
Merodon aberrans är en tvåvingeart som beskrevs av Egger 1860. Merodon aberrans ingår i släktet narcissblomflugor, och familjen blomflugor.
Artens utbredningsområde är Österrike. Inga underarter finns listade i Catalogue of Life.